# Przegląd Numizmatyczny
Przegląd Numizmatyczny – czasopismo numizmatyczne założone w 1993 roku. 
Przegląd Numizmatyczny jest pismem o charakterze naukowo-kolekcjonerskim, skierowanym do szerokiego kręgu czytelników. Do odbiorców dociera poprzez sklepy numizmatyczne, filatelistyczno-numizmatyczne, sieć Empik oraz saloniki prasowe Kolporter. Istnieje również możliwość prenumeraty czasopisma. W każdym numerze znajduje się aktualny katalog – cennik obejmujący monet polskie od 1916 roku do czasów obecnych.

## Rada programowa
W skład rady programowej czasopisma wchodzą:
- Adam Suchanek
- dr Jarosław Dutkowski
- Robert Buczak
- Sergiusz Stube
- Marek Melcer